# Artvin Hopaspor
Artvin Hopaspor is een sportclub opgericht in 1961 te Hopa, een district van de provincie Artvin, Turkije. De clubkleuren zijn paars en wit. De thuisbasis van de voetbalclub is het Hopa Şehirstadion. Naast voetbal houdt de club zich bezig met volleybal, basketbal, atletiek, zwemmen, bridge en handbal.
Artvin Hopaspor heeft nooit in de Süper Lig gevoetbald. Wel heeft het drie seizoenen in de Türkiye Futbol Federasyonu 1. Lig gevoetbald en daarnaast heeft Artvin Hopaspor in 1998/1999 een klein succesje geboekt in de Turkse Beker. Nadat de club in eerdere rondes Orduspor, Giresunspor en Çaykur Rizespor had verslagen, werd men in de vijfde ronde uitgeschakeld door Gençlerbirliği. Dit is nog altijd de beste prestatie in de Turkse Beker van de club uit Hopa.